# قسم ريتالهوليو
قسم ريتالهوليو هي بلدية في غواتيمالا، ومدينة، تقع في إدارة ريتاليوليو ، وهي عاصمتها، بلغ عدد سكانها 40,000 نسمة وذلك حسب إحصائيات سنة 2003، تبلغ مساحتها 796 كيلومتر مربع، رمزها البريدي هو 11001.